# Sphecodes nitidissimus
Sphecodes nitidissimus är en biart som beskrevs av Cockerell 1910. Sphecodes nitidissimus ingår i släktet blodbin, och familjen vägbin. Inga underarter finns listade i Catalogue of Life.